# Захаров Василь Георгійович
Василь Георгійович Захаров (5 січня 1934, село Хріпли, тепер Фіровського району Тверської області, Російська Федерація — 17 жовтня 2023, місто Москва, Російська Федерація) — радянський діяч, міністр культури СРСР, заступник голови Ради міністрів Російської РФСР. Член ЦК КПРС у 1986—1990 роках. Депутат Верховної Ради РРФСР 11-го скликання. Доктор економічних наук (1973), професор (1975).

## Життєпис
Народився в селянській родині.
У 1957 році закінчив Ленінградський державний університет імені Жданова, за фахом економіст, викладач політекономії.
У 1957—1961 роках — асистент кафедри політекономії Томського політехнічного інституту імені Кірова.
У 1961—1963 роках — аспірант Ленінградського державного університету імені Жданова.
У 1963—1964 роках — асистент кафедри політекономії, у 1964 році — в.о. доцента, у 1964—1968 роках — декан по роботі з іноземними студентами, у 1968—1971 роках — доцент кафедри політекономії, у 1971—1972 роках — старший науковий співробітник, у 1972—1973 роках — завідувач кафедри політекономії Ленінградського технологічного інституту імені Ленради.
Член КПРС з 1964 року.
У 1973—1974 роках — керівник лекторської групи відділу пропаганди і агітації Ленінградського обласного комітету КПРС. У 1974—1978 роках — завідувач відділу пропаганди і агітації Ленінградського обласного комітету КПРС.
У 1978—1983 роках — секретар Ленінградського обласного комітету КПРС з ідеології.
У 1983 — січні 1986 року — 1-й заступник завідувача відділу пропаганди ЦК КПРС.
21 січня — 4 жовтня 1986 року — 2-й секретар Московського міського комітету КПРС.
15 серпня 1986 — 7 червня 1989 року — міністр культури СРСР.
24 серпня 1989 — 15 червня 1990 року — заступник голови Ради міністрів Російської РФСР. 15 червня — 14 липня 1990 року — в.о. заступника голови Ради міністрів Російської РФСР.
З липня 1990 року — персональний пенсіонер у Москві.

## Нагороди і звання
- два ордени Трудового Червоного Прапора
- орден Дружби народів
- медалі